# Тимофій Олексійович
Тимофíй (Ти́міш) Олексíйович Олексійо́вич (Олексíїв) (Жоравка ?) (*1620-ті, Стародуб — †1702, Стародуб) — український військовик доби Гетьманщини. Наказний гетьман (1683, 1686), стародубський полковник (1676-1678, 1681-1682, 1687-1689).

## Життєпис
Народився у Стародубі в міщанській сім'ї. За однією з версій (її дотримувався Філарет (Гумілевський)), належав до козацько-шляхетського роду Жоравок. Доводився родичем стародубському полковнику Лук'янові Жоравці. Цю версію відкидали Ол. Лазаревський і В. Модзалевський.
1649 — реєстровий козак Стародубської сотні Чернігівського полку. У лютому 1654 — сотенний старшина. Учасник Визвольної війни 1648-1657.
У 1660-1662 посідав уряд стародубського городового отамана. Був замінений на цій посаді Прокопом Стороженком, але вже 1664 знову став отаманом. Запровадив систему регулювання торговельних шляхів на території Стародубського полку. 1665-1666 виконував обов'язки наказного стародубського полковника, поєднуючи цей уряд з отамануванням.
На посаді городового отамана пробув до 1676. У лютому 1668 брав участь у знищенні московської залоги у «малому городку» Стародуба. У березні 1669 підписав Глухівські статті. У 1673 вдруге на уряді наказного полковника. Згідно з Лазаревським, перший доніс гетьманові Іванові Самойловичу про інтриги стародубського полковника Петра Рославця, який намагався відділити Стародубщину від Гетьманщини та підпорядкувати безпосередньо Москві. У липні 1676 обраний повним полковником замість Рославця з дозволу гетьмана, даного стародубським полчанам «ведлуг давного звычаю войскового з межи себе обрати кого злюблят полковником». Отримав від Самойловича невелике село Миронівку, яке значно збільшив, закликаючи людей селитися у ньому «на слободу».
Очолював полк у першому Чигиринському поході влітку 1677, призначив замість себе наказним полковником у Стародубі Михайла Рубця. На думку Лазаревського, під час бойових дій виявив «неспроможність на полковницькому уряді». У липні 1678 замінений на Григорія Коровку-Вольського. Повернувся на уряд городового отамана. Вдруге очолив полк у вересні 1681, проте вже наступного року знятий, полковником став син гетьмана Семен Самойлович. 1683 призначався наказним гетьманом над військами, що стояли на Стародубщині. 1685 деякий час був наказним полковником. 1686 вдруге наказний гетьман. 1687 брав участь у першому Кримському поході.
На Коломацькій раді у липні 1687 підтримав обрання гетьманом Івана Мазепи, завдяки чому заручився ласкою нового очільника держави. Втретє призначений повним стародубським полковником. Дбав про економічний розвиток полку. 19 квітня 1688 видав універсал про відкриття в Стародубі ткацького цеху. Того ж року збудував своїм коштом Покровську церкву у полковому місті. 1689 очолив полк у другому Кримському поході. Після повернення з походу у липні втратив пірнач на користь Михайла Миклашевського.
1690, 1691, 1693 призначався наказним стародубським полковником. 2 жовтня 1693 купив у міщанина Івана Мойсейовича двір на вулиці Чернігівській на околиці Стародуба. 20 лютого 1695 склав заповіт. Того ж року брав участь у поході війська Івана Мазепи на пониззя Дніпра. У вересні 1700 прохав захисту у гетьмана від несправедливого позову купця Микити Капитона. У 1701 ще був живий, 17 листопада 1702 згаданий як небіжчик. Похований у Покровській церкві Стародуба, ктитором якої він був.
Мав багато земельних угідь і маєтків у Стародубському полку. Крім села Миронівки осадив Тарасівку, збудував млин у Мишківці. Будучи полковником, володів селами Синином, Гриневом, Случком, Картушиним, Соловою, Полуляховою (Корецькою) Будою, Круковим, Старою Тростанню (Засухою), Руднею, млином на річці Судості в Погарі, Кулагами, Субовичами, Чортовичами, Кустичами.

## Родина
Одружений з сестрою дружини мглинського сотника Івана Берла.
- Син Іван Тимошенко (? — 1714) — значковий товариш, одружений з донькою стародубського війта Спиридона Ширая Феодорою. Засновник козацько-шляхетського роду Тимошенків;
- Син Лазар Тимофійович — погарський сотник, засновник роду сіверських Лазаревичів;
- Донька Марина — 1695 вийшла заміж за стародубського  полкового хорунжого Йосипа Кожуховського-Ференсбаха; 1700 другим шлюбом вийшла за топальського сотника Федора Модзалевського (прямий нащадок — український історик Вадим Модзалевський); 1712 третім шлюбом за значковим товаришем Костянтином Ракушкою-Романовським.